# Johan Kaspar Lavater
Johan Kaspar Lavater (Cirih, 15. novembar 1741 — Cirih, 2. januar 1801) je bio švajcarski pesnik, sveštenik kalvinističke crkve, filozof i zastupnik fiziognomike koju je popularizovao u 18. veku.

## Literatura
- The Faces of physiognomy: interdisciplinary approaches to Johann Caspar Lavater. Edited by Ellis Shookman. . Columbia, SC: Camden House. 1993. ISBN 978-1-879751-51-4. Недостаје или је празан параметар |title= (помоћ)